# 야마우치 후사지로
야마우치 후사지로(일본어: 山内房治郎, 1859년 11월 22일 ~ 1940년 1월 1일)는 일본의 기업인으로, 초대 닌텐도 대표 이사 사장이다. 3대째인 야마우치 히로시는 후사지로의 증손이 된다.
|  | 제1대 닌텐도 사장 1889년 ~ 1929년 | 후임 야마우치 세키료 |